# Фетисов, Александр Борисович
Александр Борисович Фетисов (род. 5 марта 1967, Куйбышев, Куйбышевская область, РСФСР, СССР) — российский государственный и политический деятель Самарской области. Председатель Самарской городской думы (2010—2015), секретарь регионального отделения партии Единая Россия (2012—2016), Глава городского округа Самара (2014—2015), заместитель Председателя Правительства Самарской области (2015 — н.в.), вице-губернатор Самарской области (2016 — н.в.).

## Биография
В 1988 году с отличием окончил Минское высшее военно-политическое общевойсковое училище.
В 1988—1992 годах проходил военную службу в Генеральном штабе Вооружённых Сил СССР.
В 1992—2001 годах вёл предпринимательскую деятельность, работал тренером по рукопашному бою, возглавлял Железнодорожное районное отделение партии «Единая Россия».
В 2001—2004 годах являлся заместителем председателя Правления акционерного коммерческого банка «Земский банк». В период работы в банке в 2003 году окончил юридический факультет Санкт-Петербургского университета МВД России.
В 2004—2007 годах был председателем совета директоров ЗАО «Самарская шоколадная компания».
В 2007—2010 годах занимал должность заместителя секретаря политсовета Самарского регионального отделения партии «Единая Россия».
В 2010 году был избран депутатом Самарской городской думы по Железнодорожному одномандатному округу № 1. 15 октября на первом заседании городской думы избран её председателем.
31 июля 2012 года был избран секретарём Самарского регионального отделения «Единой России», сменив на этом посту ректора Самарского университета И. А. Носкова. Выступил инициатором нескольких региональных партийных проектов, в частности, проекта «Лето с футбольным мячом», главной задачей которого, по его словам, является пропаганда здорового образа жизни и благоустройство спортивных площадок.
24 ноября 2014 года на конференции Самарского регионального отделения «Единой России» кандидатура Александра Фетисова на пост Главы городского округа Самара и председателя Самарской городской Думы была поддержана большинством делегатов и вынесена на рассмотрение гордумы. В тот же день Фетисов единогласно избран главой городского округа Самара.
В 2014—2015 годах на посту Главы Города Самары, был заместителем председателя Ассоциации городов Поволжья.
13 сентября 2015 года избран депутатом районного Совета Железнодорожного района Самары, 17 сентября на пленарном заседании сложил полномочия депутата, Председателя Городской Думы и Главы города.
18 сентября назначен Заместителем Председателя Правительства Самарской области Александра Нефёдова.
19 декабря 2016 года назначен на должность вице-губернатора Самарской области.

## Государственные награды
- Медаль ордена «За заслуги перед Отечеством» II степени (25 августа 2023 года) — вклад в подготовку и проведение общественно значимых мероприятий[12]
- Медаль Жукова
- Медаль «За отличие в воинской службе»
- Орден Дружбы